# Messicobolus zonatus
Messicobolus zonatus är en mångfotingart som beskrevs av Carl 1918. Messicobolus zonatus ingår i släktet Messicobolus och familjen Messicobolidae. Inga underarter finns listade i Catalogue of Life.